# Somme-Leuze
Pour les articles homonymes, voir Somme et Leuze.
Somme-Leuze (en wallon Some-Leuze) est une commune francophone de Belgique située en Région wallonne dans la province de Namur, ainsi qu’une localité qui en fait partie.

## Géographie

### Situation et description du village
Le village de Somme-Leuze se situe le long de la route nationale 953 à 13 km au nord de Marche-en-Famenne et à 8 km à l'ouest de Durbuy. Il est très étendu et compte plusieurs quartiers (Pays du Roi, Val de Somme, Trou du Renard…). Il est arrosé par la Somme. Le village compte plusieurs petites chapelles ainsi que l'église Saint-Rémy construite en brique et pierre de taille.
Le nom de Leuze provient d'un moulin et d'une ferme en carré situés à environ 3 km à l'ouest du centre du village.

### Situation et description de la commune
La plus grande partie de la commune de Somme-Leuze se situe en Famenne. Seul le nord de la commune (Bonsin, Chardeneux) se trouve dans la région du Condroz.
Somme-Leuze est la commune la plus à l'est de la province de Namur. Elle est traversée par deux axes routiers importants : la route nationale 63 Liège-Marche-en-Famenne va du nord au sud en passant par Baillonville sur environ 8 km tandis que la route nationale 4 passe au sud de la commune (Sinsin, Hogne) sur environ 7 kilomètres.
Si les prairies et les cultures représentent 53 % de sa superficie, les surfaces boisées sont aussi très importantes (30 %) surtout dans le sud de la commune (Heure, Waillet). Somme-Leuze possède aussi deux zones d'activités économiques.

### Sections de la commune
La commune de Somme-Leuze est composée de neuf sections suivantes à la suite de la fusion des communes intervenue en 1977.
| # | Nom          | Superficie. (km²) | Habitants (2020) | Habitants par km² | Code INS |
| - | ------------ | ----------------- | ---------------- | ----------------- | -------- |
| 1 | Somme-Leuze  | 15,21             | 933              | 61                | 91120A   |
| 2 | Noiseux      | 11,28             | 1.246            | 110               | 91120B   |
| 3 | Baillonville | 9,08              | 603              | 66                | 91120C   |
| 4 | Waillet      | 8,78              | 213              | 24                | 91120D   |
| 5 | Hogne        | 5,33              | 758              | 142               | 91120E   |
| 6 | Sinsin       | 14,35             | 658              | 46                | 91120F   |
| 7 | Nettinne     | 6,09              | 173              | 28                | 91120G   |
| 8 | Heure        | 14,17             | 712              | 50                | 91120H   |
| 9 | Bonsin       | 10,96             | 503              | 46                | 91120J   |

### Hameaux
- Baillonville: Rabozée.
- Bonsin : Chardeneux.
- Heure : Moressée.
- Sinsin : Mehogne et Le Fourneau.
- Somme-Leuze : Somal.

### Communes limitrophes
| Havelange        | Clavier           | Durbuy |
| Havelange Hamois | Somme-Leuze       | Durbuy |
| Ciney            | Marche-en-Famenne | Hotton |

## Population et évolution de son chiffre

### Démographie: Avant la fusion des communes
- Source: DGS recensements population

### Démographie: Commune fusionnée
En tenant compte des anciennes communes entraînées dans la fusion de communes de 1977, on peut dresser l'évolution suivante:
Les chiffres des années 1831 à 1970 tiennent compte des chiffres des anciennes communes fusionnées.
- Source: DGS , de 1831 à 1981=recensements population; à partir de 1990 = nombre d'habitants chaque 1 janvier[2]

## Histoire

### Première Guerre mondiale
Le 20 août 1914, le 1er RAC - Régiment d'Artllerie de Campagne- de l'armée impériale allemande passa 11 civils par les armes et détruisit 21 maisons lors des atrocités allemandes commises au début de l'invasion.

### Seconde Guerre mondiale

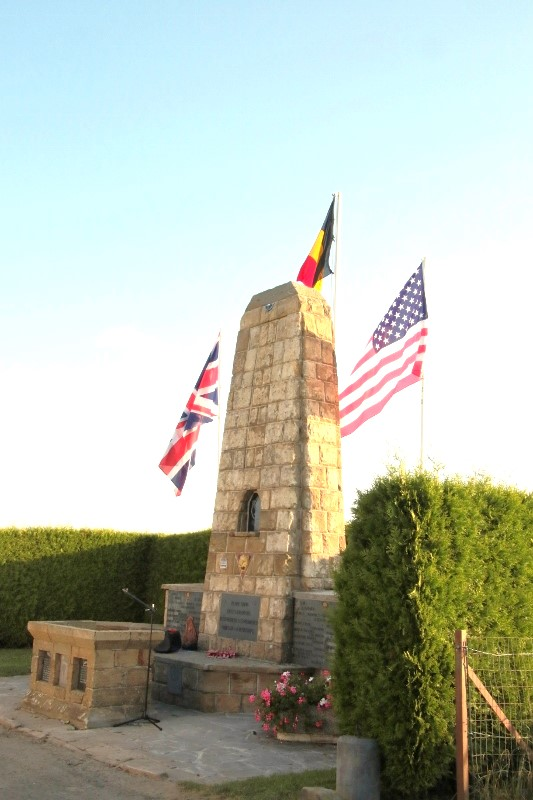
Le Monument de l'Armée Secrète en 2023.

La plaine-sapin est une prairie de la commune sur laquelle des soldats et du matériel de guerre furent parachutés pour soutenir la Résistance entre avril et septembre 1944. Un monument à l'Armée Secrète y est dressé et une commémoration s'y tient chaque année au début du mois de septembre. Alphonse Laffut, habitant de Bonain rassembla une équipe qui coordonna le ramassage des équipements au sol.
Le site est voisin de la rue nommée en hommage à Sir Hugh Fraser of Lovat membre des forces spéciales britanniques.

## Héraldique
|  | La ville possède des armoiries qui lui ont été octroyées le 28 mars 1997. Elles sont celles des Seigneurs historiques de Somme-Leuze, la famille Waha de Baillonville. Blasonnement : De gueules à l'aigle éployée d'hermine, becquée et membrée d'or. Source du blasonnement : Heraldy of the World. |

## Politique et administration

### Conseil et collège communal 2024-2030
| Collège communal   |                               |                      |
| ------------------ | ----------------------------- | -------------------- |
| Bourgmestre        | Valérie Lecomte               | MR - Union Communale |
| 1er Échevin        | Alexandre Borsus              | Union Communale      |
| 2e Échevine        | Jessica Carpentier            | Union Communale      |
| 3e Échevine        | Sabine Bleret-De Cleermaecker | MR - Union Communale |
| 4e Échevin         | Thibault Vanderwaeren         | Union Communale      |
| Présidente du CPAS | Marianne Collin-Fourneau      | MR - Union Communale |

| Période                                  | Période | Identité           | Étiquette | Qualité |
| ---------------------------------------- | ------- | ------------------ | --------- | ------- |
| Les données manquantes sont à compléter. |         |                    |           |         |
| 1850                                     | 1858    | François Jaspard   |           |         |
| 1859                                     | 1873    | Henri Jamotton     |           |         |
| 1874                                     | 1885    | Joseph Boclinville |           |         |
| 1885                                     | 1926    | Emile Boclinville  |           |         |
| 1927                                     | 1940    | Emile Boulanger    |           |         |
| 1941                                     | 1951    | Nestor Daine       |           |         |
| 1952                                     | 1971    | Achille Antoine    |           |         |
| 1971                                     | 1994    | Joseph Burette     | PSC       |         |
| 1995                                     | 2014    | Willy Borsus       | MR        |         |
| 2014                                     | 2018    | Valérie Lecomte    | MR        |         |
| 2018                                     |         | Valérie Lecomte    | MR        |         |

Depuis les élections communales de 1976, les premières depuis la Fusion de communes en Belgique, la nouvelle commune de Somme-Leuze était dirigée par le bourgmestre Joseph Burette, à la tête d'une liste de tendance démocrate-chrétienne (Intérêt Communaux - IC). Les Élections communales et provinciales belges de 1994 marquèrent un tournant dans la vie politique communale avec l’avènement de la liste d'opposition emmenée par le futur bourgmestre Willy Borsus de tendance libérale (Union Communale).
Le début du XXIe siècle a vu l'émergence du mouvement écologiste au niveau communal. Une liste proche parti Ecolo participa aux élections dès 1994 et elle engrangea ses premiers sièges lors des élections communales et provinciales belges de 2012. Ce début de siècle vit aussi la chute, et même la disparition en 2012, de la liste de tendance démocrate-chrétienne (IC - AVENIR).
| Élections de 1976 | Élections de 1976 | Élections de 1976 | Élections de 1982 | Élections de 1982 | Élections de 1982 | Élections de 1988 | Élections de 1988 | Élections de 1988 | Élections de 1994 | Élections de 1994 | Élections de 1994 | Élections de 2000 | Élections de 2000 | Élections de 2000 | Élections de 2006 | Élections de 2006 | Élections de 2006 | Élections de 2012 | Élections de 2012 | Élections de 2012 | Élections de 2018 | Élections de 2018 | Élections de 2018 |
| ----------------- | ----------------- | ----------------- | ----------------- | ----------------- | ----------------- | ----------------- | ----------------- | ----------------- | ----------------- | ----------------- | ----------------- | ----------------- | ----------------- | ----------------- | ----------------- | ----------------- | ----------------- | ----------------- | ----------------- | ----------------- | ----------------- | ----------------- | ----------------- |
| Parti             | Voix              | Sièges (sur 11)   | Parti             | Voix              | Sièges (sur 11)   | Parti             | Voix              | Sièges (sur 11)   | Parti             | Voix              | Sièges (sur 13)   | Parti             | Voix              | Sièges (sur 15)   | Parti             | Voix              | Sièges (sur 15)   | Parti             | Voix              | Sièges (sur 17)   | Parti             | Voix              | Sièges (sur 17)   |
| IC-SN             | (55,91 %)         | 7                 | IC-SN             | (55,60 %)         | 7                 | IC                | (58,02 %)         | 6                 | UC                | (55,18 %)         | 8                 | UC                | (63,80 %)         | 11                | UC                | (76,61 %)         | 14                | UC                | 2 762 (81,35 %)   | 15                | UC                | 2 640 (70,91 %)   | 13                |
| UNION             | (28,97 %)         | 3                 | UNION             | (29,29 %)         | 3                 | UC                | (41,71 %)         | 5                 | IC                | 9 106 (38,74 %)   | 5                 | AVENIR            | 9 106 (29 %)      | 4                 | AVENIR            | 9 106 (15,20 %)   | 1                 | Ecolo             | 492 (14,49 %)     | 2                 | AUTREMENT         | 1 083 (29,09 %)   | 4                 |
| ED                | (15,20 %)         | 1                 | ED                | (15,11 %)         | 1                 | -                 | -                 | -                 | Ecolo             | (6,07 %)          | 0                 | Ecolo             | (7,20 %)          | 0                 | Ecolo             | (8,19 %)          | 0                 | S-L R             | (4,15 %)          | 0                 | -                 | -                 | -                 |

## Patrimoine et culture

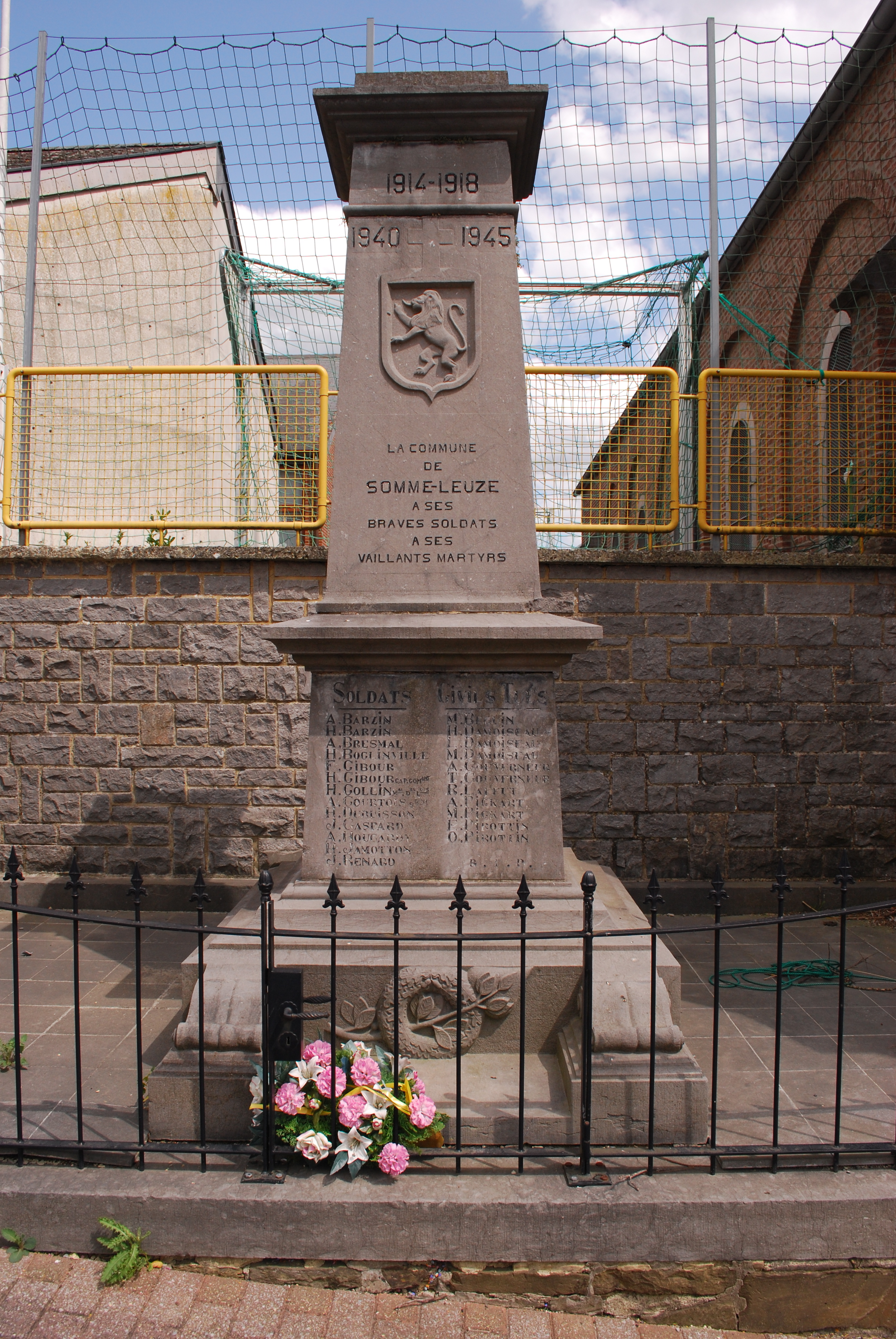
Le monument commémoratif de la guerre 1914-1918 et de la guerre 1940-1945, près de l'église Saint-Rémy à Somme-Leuze.

### Patrimoine architectural
Liste du patrimoine immobilier classé de Somme-Leuze

## Économie

### Tourisme
La commune abrite Chardeneux, l'un des plus beaux villages de Wallonie ainsi que plusieurs cours d'eau : la Somme, l'Eau d'Heure, le Néblon. L'Ourthe vient faire une petite incursion dans la commune à hauteur de Noiseux où l'aire de pique-nique est surnommée la plage de Noiseux.

## Personnalités liées à la commune
- Victor Hugo : écrivain français exilé en Belgique peu après le Coup d'État du 2 décembre 1851. Il séjourna durant quelques semaines à Noiseux.
- Willy Borsus : ministre fédéral des Classes moyennes, des Indépendants, des Petites et moyennes entreprises, de l'Agriculture et de l'Intégration sociale depuis 2014. Il a été bourgmestre de Somme-Leuze de 1995 à 2014.
- Hugh Fraser of Lovat Officier de renseignement britannique parachuté le 1er septembre 1944 à la Plaine-Sapin.